# Padda (Insel)
Padda (norwegisch für Kröte) ist eine Insel nahe der Westseite der Einfahrt zum Havsbotn in der Lützow-Holm-Bucht an der Prinz-Harald-Küste des ostantarktischen Königin-Maud-Lands.
Norwegische Kartografen, die auch die Benennung in Anlehnung an ihre Form vornahmen, kartierten diese Insel anhand von Luftaufnahmen, die bei der Lars-Christensen-Expedition 1936/37 entstanden.